# Georgetown (Karolina Południowa)
Georgetown – miasto w Stanach Zjednoczonych, w stanie Karolina Południowa, siedziba administracyjna hrabstwa Georgetown. Według spisu w 2020 roku liczy 8403 mieszkańców.
Założone w 1729 roku jest jednym z najstarszych miast w stanie (starszymi są jedynie Charleston i Beaufort). Z czasem stał się drugim co do wielkości portem morskim w Karolinie Południowej.  